# Lullaby (песен на Мелани Би)
„Lullaby“ е петият сингъл на английската поп певица Мелани Браун, издаден на 4 юни 2001.
Песента се задържа на 13-о място в класацията за сингли на Великобритания UK Singles Chart.